# Нарцис (освободен)
Вижте пояснителната страница за други личности с името Нарцис.
Тиберий Клавдий Нарцис или само Нарцис (на латински: Tiberius Claudius Narcissus; Narcissus; † октомври 54), е освободен бивш роб на двора на римския император Клавдий.
Като ръководител на канцлая (ab epistulis) Нарциа има голямо политическо влияние. Той печели доверието на съпругата на Клавдий Месалина и през 42 г. двамата накарват Клавдий да екзекутира Гай Апий Юний Силан, понеже сънували, че Силан има план да убие Клавдий. Клавдий дава заповед Силан да бъде убит без съд. Същата година Нарцис участва в потушаването на бунта на Луций Арунций Камил Скрибониан.
През 48 г. става квестор, понеже помага на Клавдий в борбата му против Месалина и нейния любовник Гай Силий. Отношението му към Агрипина Млада, новата съпруга на Клавдий, е лошо, понеже Нарцис съветвал Клавдий да се ожени за друга жена. Тя го арестува и екзекутира веднага след смъртта на Клавдий и възкачването на сина ѝ Нерон на трона.